# Harri Stojka
 (juillet 2012).
Harald Wakar “Harri” Stojka, né le 22 juillet 1957 à Vienne, est un chanteur, auteur-compositeur, arrangeur, guitariste, et chef d'orchestre autrichien.

## Biographie
Harri Stojka commence sa carrière en 1970 avec le groupe Jano + Harri Stojka. En 1973, il fonde le Harri Stojka express et joue pour Terry Bozzio, Andre Heller et Erika Pluhar. En 1981, Harri Stojka participe au Festival de Jazz de Montreux. Harri Stojka devint par la suite le plus célèbre musicien de jazz en Autriche. En 2005, il est élu « meilleur musicien » dans la catégorie jazz national à l'occasion du Concerto Poll, classement annuel organisé par le magazine autrichien Concerto.